# Confraternita della Madonna del Pianto

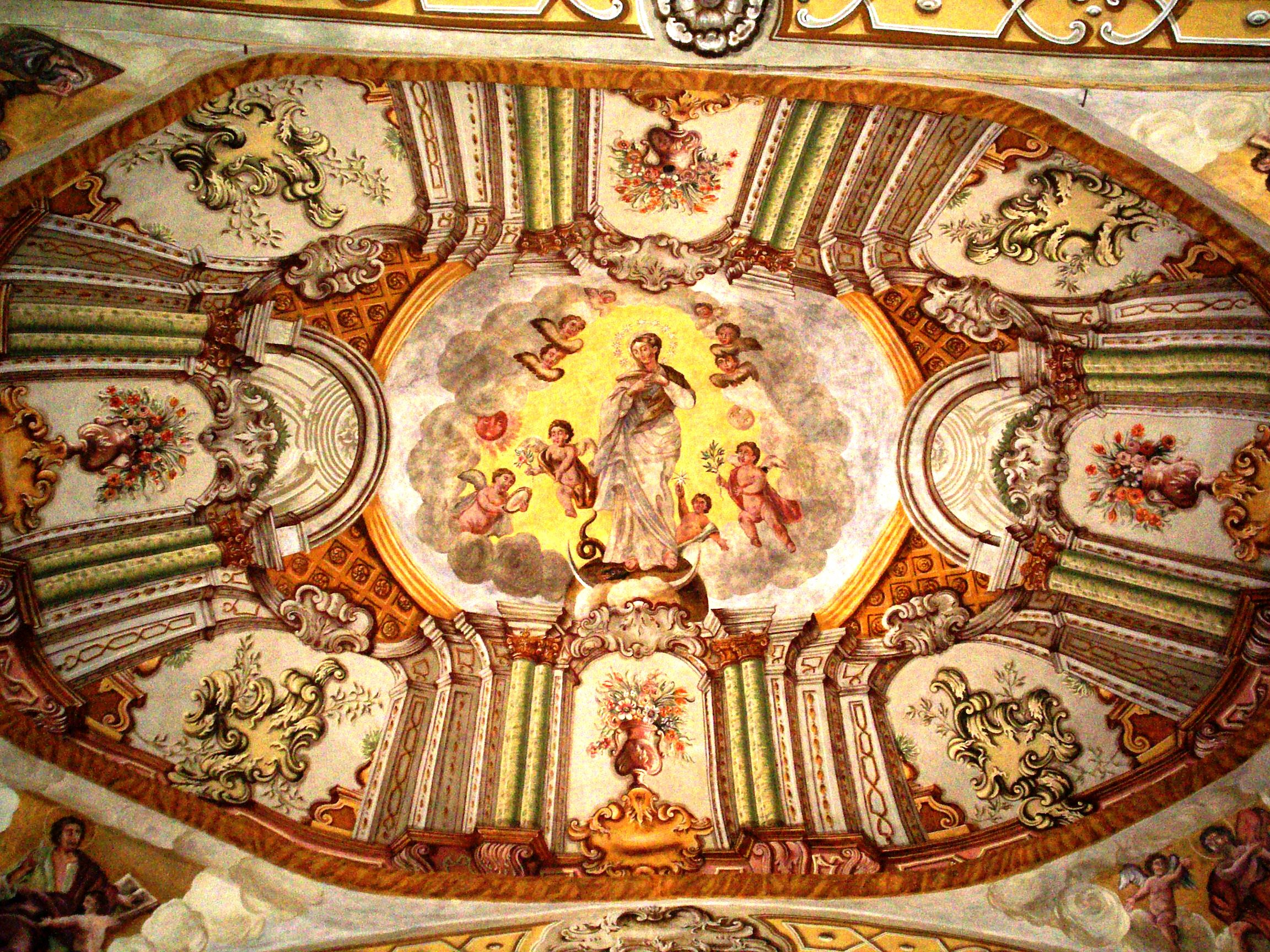
La cupola affrescata nel Settecento

La confraternita della Madonna del Pianto è una architettura religiosa sita nel comune di Cerreto Sannita.
L'edificio non è più adibito al culto dagli inizi del XX secolo. 

## Storia
La confraternita della Madonna del Pianto o dell'Immacolata Concezione venne istituita in Cerreto antica agli inizi del XVII secolo ad opera di diversi cerretesi appartenenti al "ceto medio". 
Nel 1616 il vescovo di Cerreto e il re di Napoli approvarono le "Regole" della confraternita. 
La sede della confraternita venne costruita presso la chiesa di Sant'Antonio, tenuta dall'Ordine dei frati minori conventuali. 
Il terremoto del 5 giugno 1688 rase al suolo la sede della confraternita che venne ricostruita nel nuovo tessuto urbanistico di Cerreto Sannita, di fianco alla nuova chiesa di Sant'Antonio. 
Da un atto del marzo 1702 conservato nella Curia diocesana di Cerreto Sannita si apprende che, nelle processioni, i confratelli usano vestire il sacco con il cappuccio per battersi e mortificarsi con la frusta o con la disciplina.
La confraternita continuò ad avere sede in questo edificio sino agli inizi del Novecento quando la pala d'altare della Madonna del Pianto venne trasferita nella chiesa di Sant'Antonio dove si può ancora oggi ammirare nella prima cappella a sinistra di chi entra in chiesa. 
Da allora l'edificio venne adibito a diversi usi sino alla ristrutturazione avvenuta nel 2002 e finanziata con D.P.C.M. del 20.11.2002 di ripartizione della quota dell'otto per mille dell'IRPEF donato allo Stato.

## Descrizione
L'interno è ad un'unica navata con una cupola affrescata con figure sacre nel XVIII secolo. 
Nella navata nascono due scale che portano nella parte della cripta resa fruibile a seguito degli ultimi lavori di ristrutturazione. 
Lungo le pareti vi sono diverse tracce di alcune decorazioni a stucco, perse in gran parte a causa dell'incuria in cui è versato lo stabile per diversi decenni.
Di fronte all'ingresso su via Cavallotti era la porta che conduceva alla chiesa di Sant'Antonio e che reca al di sopra di essa una lapide proveniente dalla vecchia sede della confraternita, distrutta dal sisma del 1688 e che recita:
CONGREGATIO PLN VS_

B · MAR  · V · FUNDATA A

PIIS CONFRATRIBUS

IMMACOLATA CONCE_

PTIONIS · A · D · M DCXVI
La confraternita della Madonna del Pianto ancora oggi è attiva ed i suoi confratelli si riuniscono in un locale situato a destra del presbiterio della chiesa di Sant'Antonio.